# Heleen Nauwelaers
Heleen Nauwelaers (Duffel, 14 maart 1996) is een Belgisch basketbalspeelster. Ze speelt als power-forward.
Nauwelaers speelde het seizoen 2016-2017 voor BC Sint-Katelijne-Waver. In 2017 tekende ze een contract met het Franse USO Mondeville. In 2018 maakte ze de overstap naar het Spaanse Embutidos Pajariel Bembibre. Na twee seizoenen ging ze aan de slag bij het ambitieuze CDB Clarinos Ciudad de La Laguna in Tenerife.
Sinds 2016 is ze lid van het Belgisch nationaal basketbalteam, de Belgian Cats. Van 2012 tot 2016 was ze ook actief bij de U16, U17, U18, U19 en U20 van het nationaal team.